# Drets del col·lectiu LGBT a la Xina

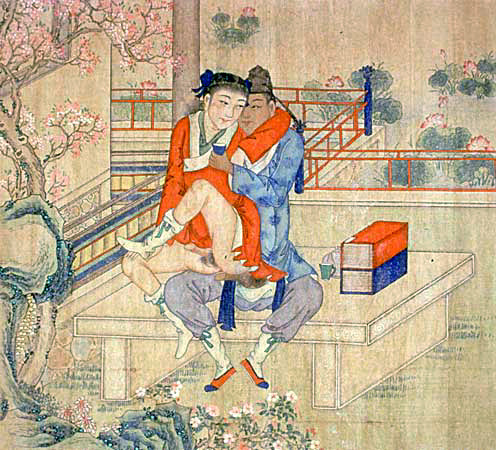
Representació homosexual de dos joves durant el te. Pintura sobre seda en un rotlle de la dinastia Qing (segles XVII i XIX); en l'Institut Kinsey, Bloomington, Indiana.

El col·lectiu LGTB a la Xina s'enfronta a certs desafiaments legals i socials.
Tot i que en l'actualitat la postura de la cultura xinesa i les seves autoritats cap a l'homosexualitat sigui ambigua, no ho va ser en el passat i hi ha multitud de registres sobre la seva pràctica en totes les dinasties al llarg de la seva història.

## Terminologia
En l'antiguitat hi havia diverses expressions per referir-se a l'homosexualitat, algunes alguna cosa críptiques com la "passió de la màniga tallada" (mandarí 断袖之癖, pinyin dùanxìu zhī pǐ), i del "préssec compartit" (分桃, fēntáo). Altres termes menys foscos utilitzats van ser la "tendència pels homes" (男風, nánfēng), "agermanament" (香火兄弟, xīanghǔo xīongdì), i la "passió de Long Yang" (龍陽癖, lóngyángpǐ), que es refereix a una anècdota homoerótica sobre el duc Long Yang del període dels regnes combatents.
Les paraules formals per denominar homosexualitat i homosexual(s) són tongxìnglìan (同性戀, lit. relació/amor amb/pels del mateix sexe) i tóngxìnglìan zhě (同性戀者, gent homosexual). En lloc d'aquest terme formal, generalment es fa servir, com a sinònim de gai,, dins de la comunitat homosexual xinesa actual, la paraula "tóngzhì" (同志), que té rima inicial amb l'anterior. El significat inicial de tóngzhì és "company, camarada" (també nǚ tóngzhì, lit. "camarada femení") i va ser adoptat inicialment en les recerques sobre sexualitat a Hong Kong i va passar a l'argot en el xinès mandarí, mentre que en cantonés s'usa gei (基), adaptació de l'anglès gai. "Gai" és considerat ofensiu quan és usat pels heterosexuals o, fins i tot, entre els homosexuals en determinades situacions. Un altre terme usat popularment és bōli (玻璃, py: cristall). Entre els estudiants universitaris gais s'ha fet popular el neologisme "dàtóng" (大同, utopia), que és l'acrònim de "daxuesheng tongzhi" (estudiants universitaris homosexuals).
Les lesbianes se solen denominar a si mateixes lāzi (拉子) o lālā (拉拉). Aquests dos termes són el resultat d'abreujar la transliteració xinesa del terme anglès lesbian (#lesbiana). Els dos termes s'han fet corrents en tota la Xina continental.

## Punts de vista tradicionals de la societat xinesa
Cap de les religions i filosofies tradicionals xineses tenen condemnes expresses en contra de l'homosexualitat, ni hi existeix el concepte de pecat que té el cristianisme, encara que tenen algunes creences que poden ser interpretades en contra de l'homosexualitat exclusiva.
El confucionisme posa l'accent en el deure i estableix diferents obligacions segons uns rols tradicionals per a cada gènere. Una de les principals obligacions de l'home és casar-se per continuar el llinatge familiar, especialment engendrant nens homes. Però, en canvi, considera acceptable que l'home casat tingui concubines o amants masculins.

En el yin yang, la part femenina conté un poc d'energia masculina i viceversa

El taoisme estableix que cal mantenir l'equilibri entre el yin (陰) i el yang (陽), les energies femenina i masculina respectivament. Es creu que en una relació heterosexual l'home es descarrega de yang i es recarrega del yin de la dona i viceversa, establint-se l'harmonia. En canvi en una relació homosexual ambdós homes perden energia yang sense recarregar-se de yin, cosa que condueix al debilitament i, fins i tot, la malaltia. En una relació lèsbica no existiria cap pèrdua d'energia ja que aquesta és inesgotable a les dones.
D'altra banda també es creu que els homes, a més de yang, tenen el seu propi yin, igual que les dones el seu propi yang. L'homosexualitat es deuria al fet que existeix en l'individu major càrrega de l'energia del sexe contrari de l'habitual, per la qual cosa no se la considera una cosa antinatural sinó, al contrari, es creu que els homosexuals serien persones més equilibrades en la seva naturalesa que la resta.
En el budisme no existeix cap classe de rebuig a l'homosexualitat. La seva doctrina estableix que les passions són font d'infelicitat i allunyen de la il·luminació i el nirvana, els fidels han de moderar els seus instints per aconseguir-ho, entre ells el sexual però sense establir diferències entre les orientacions.
Per la seva banda, Zhuangzi, el filòsof més influent de la Xina, té com a pilars del seu pensament la llibertat i tenir la ment oberta, element que ens permetria descobrir que el que puguem creure com fora del normal serà normal segons l'ordre natural de les coses.

## Amor homosexual en la literatura
És notable la prominència en la literatura xinesa antiga d'obres que enalteixen l'amistat entre els homes i entre les dones. Hi ha molts exemples en les novel·les clàssiques, destacant A la riba de l'aigua de la dinastia Song (segle XIII), una història sobre els profunds i duradors llaços d'amistat masculina, basada en la camaraderia entre soldats en guerra més que en les relacions sexuals. També hi ha obres que descriuen relacions molt menys platòniques: en la novel·la de la dinastia Qing (segle xviii) Somni en el pavelló vermell es descriuen detalladament les relacions sexuals dels personatges masculins, tant homosexuals com heterosexuals.

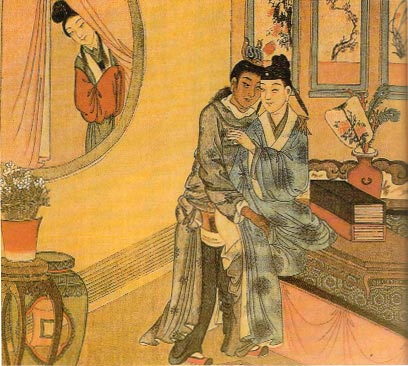
Parella d'homes observats per una dona. Museu de cultura sexual xinesa, Tongli, Jiangsu, Xina.

La poesia antiga xinesa també tracta aquest assumpte. Hi ha obres escrites de narrativa femenina en el qual es retraten relacions quasi-sexuals entre jovenetes, abans que siguin separades per casar-se. Els poetes masculins també usen la forma de narrativa femenina per lamentar-se en ser abandonats pels seus camarades o pel rei.
L'historiador Sun Cizhou va publicar, en 1944, una obra en la qual afirma que un dels poetes xinesos més famosos de l'antiguitat, Qu Yuan, era l'amant del seu rei. Sun cita la poesia de Qu Yuan per provar la seva asseveració. En l'obra més important de Qu Yuan, Li Sao (el dolor de la pàtria), es diu a si mateix mei ren (bell). Una paraula que usa també per descriure al seu rei i que era usada en aquell temps per les dones per qualificar als seus amants.
També hi ha tradició de literatura eròtica, que és menys coneguda perquè la majoria de les obres van ser purgades en les periòdiques cremes de llibres que han tingut lloc al llarg de la història xinesa. Entre els manuscrits aïllats que s'han conservat, destaca l'antologia Bian er Zhai (Gorra en lloc de forqueta o La forqueta femenina sota la gorra masculina), una sèrie de quatre històries de cinc capítols cadascuna en la qual es descriu la passió i la seducció. La primera història, Crònica d'un amor lleial, tracta d'un professor de vint anys que va darrera d'un alumne de quinze i d'un grup de joves servents. En una altra, Qing Xia Ji (Memòria d'un heroi apassionat), el protagonista, Zhang, un valent soldat que té dues esposes guerreres, és seduït pel seu jove amic Zhong, una situació inusual ja que el més habitual era que l'home major fos el que prengués la iniciativa. L'obra va aparèixer en una edició única entre els anys 1630 i 1640.
Més recentment destaquen Ding Ling una escriptora controvertida i feminista dels anys 1920, de la qual es creu que era lesbiana (o almenys bisexual) d'acord amb les seves històries. La seva obra més famosa és El diari de la senyoreta Sophia, una obra en la qual expressa la sexualitat femenina i el desig sexual per altres dones. Per altra banda, Huang Biyun (cantonés: Wong Bikwan) és una autora contemporània que escriu, des d'una perspectiva lèsbica, la seva història Ella és una dona jove i jo també. De la mateixa manera, són destacables, per la seva influència en la comunitat homosexual xinesa, les novel·les Nois de cristall (1984) de Bai Xianyong, Diari d'un intrús (1994) de Zhu Tianwen i Diari d'un cocodril (1994) de Quiu Miaojin. També cal destacar a l'escriptora Lu Yin (1898-1934) que va tractar el tema de l'homosexualitat en el conte "Diari de Lishi" en el qual narra l'amor entre Lishi i la seva parella del mateix sexe Yuanqing.

## Història
L'homosexualitat a la Xina ha estat documentada des de l'antiguitat. Un exemple notable són les expressions fetes amb les quals es coneix l'homosexualitat a la Xina yútáo i duànxiù (余桃 断袖) que estan basades en fets històrics. Yútáo (préssec sobrant o mossegat), citat per Han Fei, al·ludeix a una anècdota sobre Mizi Xia (彌子瑕), un bell i jove noble estimat pel Duc Ling de Wei, (衛靈公) que un dia caminava al costat del carruatge del duc, com a senyal de confiança, i va prendre un fruit molt dolç. Després de mossegar-ho el va compartir amb el duc, i aquest va elogiar el gest dient "Mireu com m'estima que s'oblida de la seva boca i m'ho dona a la meva". Tot i que, quan Mizi Xia, amb el temps, va perdre la seva bellesa i el favor del duc, aquest va dir: "aquest és el que va segrestar el meu carruatge i només em va donar de menjar un préssec mossegat".
Per la seva banda, Duànxiù (trencar la màniga) es refereix a una acció de l'emperador Ai Di de la dinastia Han que es va tallar la màniga per no despertar al seu adorat amant Dongxian (董賢), que dormia sobre ella.
Les recerques de Pa Guangdan (潘光旦) van arribar a la conclusió que gairebé tots els emperadors de la dinastia Han van tenir almenys un amant masculí.
Es creu que l'homosexualitat masculina era comú en les dinasties Song, Ming i Qing. També hi ha mencions de lesbianes en alguns llibres d'història. Els homosexuals xinesos mai no van sofrir persecucions importants.

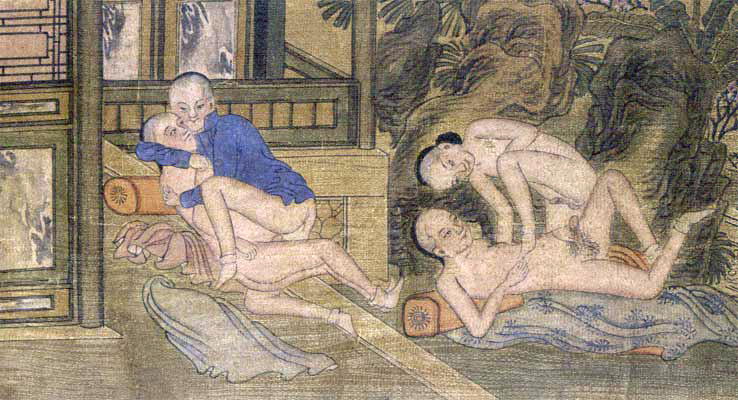
Detall de joves en pràctiques homosexuals. Aquarel·la sobre rotlle de paper de la dinastia Qing, a finals del XIX, a Pequín.

En algunes àrees el costum de l'homosexualitat estava més arrelat que en altres. En la dinastia Ming es deia que la província de Fujian era l'únic lloc on la classe alta creixia gràcies a comerciar amb l'amor dels cortesans masculins, tot i que els escriptors d'allí rebutjaven aquest estereotip. Xie Zhaozhe (1567–1624) va escriure que "des de Jiangnan i Zhejiang a Pequín i Shanxi, no hi havia ningú que no sabés d'aquesta afició". Fins i tot els missioners jesuïtes europeus com Matteo Ricci (1552–1610) van deixar registres del que ells consideraven "perversions contranatura", lamentant que la seva practica era freqüent i de naturalesa pública.
Les pràctiques homosexuals amb catamites, o "nois cantants", van ser associades, principalment per les classes mitjanes treballadores, amb el luxe i la decadència de les classes altes. Se sap que la majoria dels homes que ho practicaven eren bisexuales, ja que perseguien amb la mateixa freqüència a les seves criades que als seus joves servents.

La primera llei en contra de l'homosexualitat va entrar en vigor a la Xina en 1740. No hi ha registres històrics del nivell de pressió, ni de l'efectivitat en el compliment d'aquesta llei. Irònicament, la il·lustració que va portar el moviment d'auto-enfortiment que va importar d'occident, a més de la seva filosofia i la seva ciència, l'homofòbia i la consideració com a malaltia mental que en feia la psiquiatria de l'època.[cita L'oficial de la dinastia Qing, Zhu Gui (1731-1807), un administrador i recaptador d'impostos destinat a Fujian el 1765, pensava millorar els defectes morals de la gent sota la seva jurisdicció promulgant una prohibició sobre els “cultes llicenciosos”, i va criticar el respecte que se'ls tenia. Un d'aquests, que considerava particularment problemàtic, era el culte al déu Hu Tianbao al qual acudien els homes per demanar la seva intersecció per aconseguir l'amor d'un altre home. Així, explica que:
| « | La imatge és de dos homes abraçats, la cara d'un és força avançada, l'altra tendra i pàl·lida. És comunament anomenat el petit temple oficial. Tots els llibertins i els canalles sense vergonya que tenen contactes sexuals amb adolescents o homes joves resen per pregar l'auxili de l'ídol de guix. Aleshores fan peticions per atraure i obtenir, a la fi, el seu desig i, després, unten la boca de l'ídol amb intestins de porc i sucre per donar-li gràcies. | » |

L'amor homosexual també va ser representat en la pintura xinesa, moltes d'aquestes obres van sobreviure als estralls de la revolució cultural durant el règim de Mao Zedong. Encara que ja no queden cap de les estàtues de gran grandària, hi ha molts rotllos amb dibuixos i pintures sobre seda que estan actualment en col·leccions privades.

## Xina moderna
Amb la creació de la República Popular Xina en 1949, l'antic Codi Penal de 1935 va ser abolit (que incloïa el delicte de "sodomia") i la legislació penal xinesa va començar a limitar-se a lleis ad hoc, entre les quals no es trobava una criminalització de l'homosexualitat, encara que les lleis civils sobre matrimoni no preveien aquesta figura entre persones del mateix sexe. No existeixen, no obstant això, fonts que corroborin quina va ser la situació de les persones homosexuals durant l'època maoista.
Després de la mort de Mao Zedong el 1976, l'homosexualitat es va tornar a criminalitzar amb el Codi Penal de 1979. En els últims anys del segle XX i primers del segle XXI es produïren canvis importants en la legislació i la "sodomía" va ser novament despenalitzada en 1997. A més, la nova classificació dels desordenis mentals i els seus criteris de diagnòstic a la Xina va eliminar l'homosexualitat de la llista de malalties mentals el 20 d'abril de 2001.

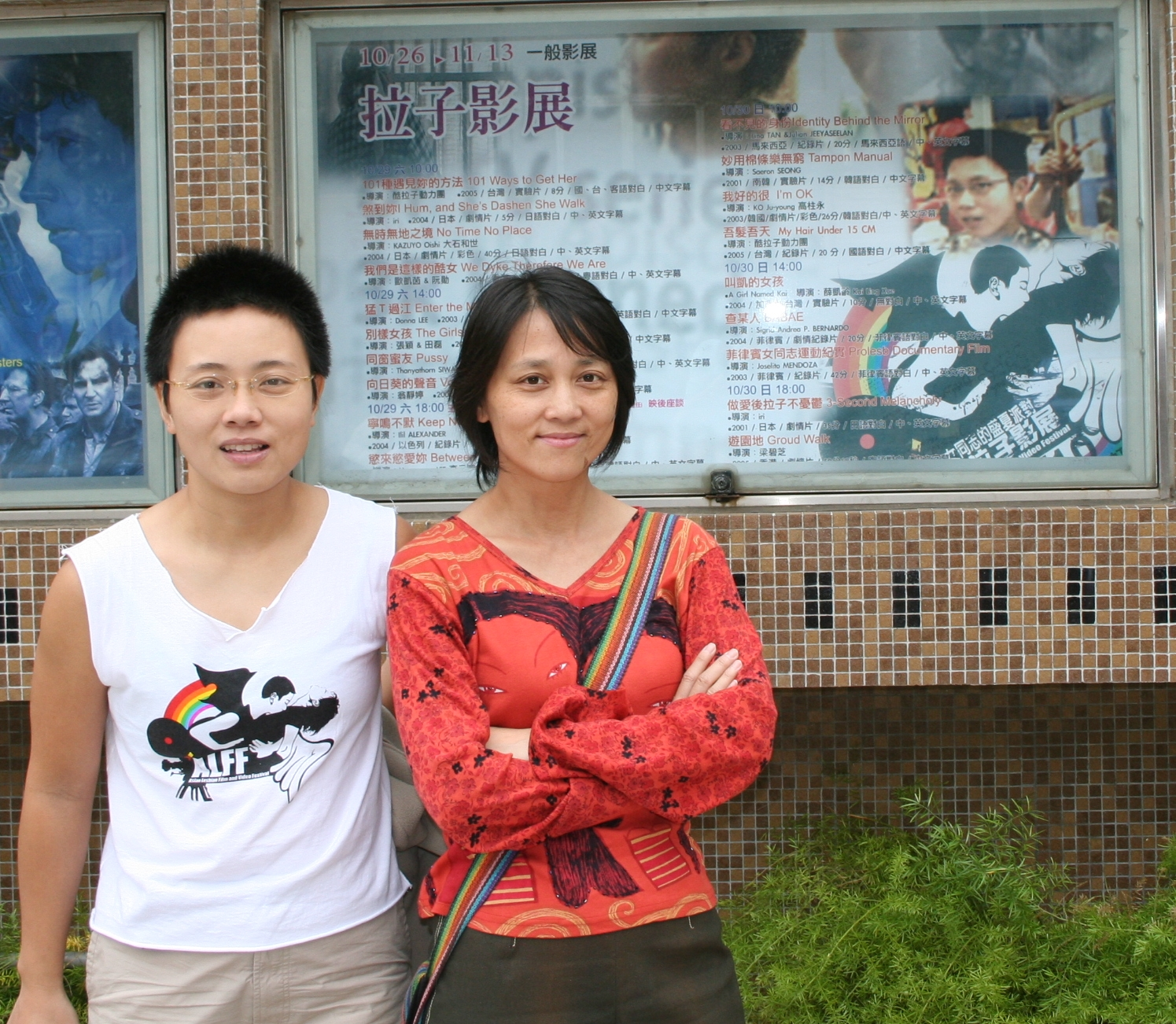
Les activistes Chen Yu-Rong i Wang Ping de la Gender/Sexuality Rights Association Taiwan.

La situació ha seguit evolucionant. Una enquesta d'Internet de l'any 2000 va mostrar que la població xinesa s'està tornant més tolerant: entre les 10.792 persones enquestades, el 48.15 % se'n mostrava a favor, 30.9 % la desaprovava, 14.46 % no estaven assegurances i al 7.26 % els era indiferent. L'opinió sobre el tema va canviant a poc a poc, més favorablement a les zones urbanes que en les rurals.
Una altra enquesta del 2008 realitzada per la sexóloga Li Yinhe mostra un retrat de les actituds de la societat xinesa cap als gais i lesbianes. Un 91 % està d'acord amb que els homosexuals tinguin els mateixos drets laborals i el 80 % pensa que els heterosexuals i els homosexuals són individus iguals. D'altra banda una lleugera majoria està en desacord amb que un mestre sigui obertament gai i un 40 % va dir que l'homosexualitat està "completament malament". Com a exemples del clima existent està el fet que durant els Gai Games de 2002 només van participar dues persones de la Xina continental.
L'escriptor Justin Barr va escriure en 2005 una novel·la, Song of Forgotten Sorrows, que descriu els problemes d'acceptació que troben els homosexuals xinesos.
L'estadística oficial publicada pel govern en 2005 estima el nombre d'homosexuals a la Xina una mica per sobre de 30 milions.
La postura de les autoritats és ambivalent cap a l'homosexualitat, encara que no està prohibida tampoc s'ha promulgat cap llei contra la discriminació. S'ha qualificat la política del govern cap al tema amb el lema dels "tres nos": no aprovar, no desaprovar i no promoure (不支持, 不反对, 不提倡). Les agressions als gais a la Xina són rares, però es critica l'actitud indiferent del govern, que no ha fet gens per normalitzar l'homosexualitat.
A part de les pàgines web gais, els mitjans de comunicació a la Xina eviten la cobertura de la majoria dels esdeveniments i temes homosexuals, i s'han vetat les pel·lícules de temàtica homosexual als cinemes i televisions, fins i tot pel·lícules xineses com Lan Yu, que ha tingut molt èxit a Taiwan i Hong Kong, en les quals a més de la temàtica gai s'esmenten la protestes de la plaça de Tiananmen. També pel·lícules com de Brokeback Mountain (2006) de la qual es va censurar fins i tot el discurs de recollida de l'Óscar al seu director Ang Lee, on criticava la postura del govern xinès sobre l'homosexualitat. A l'abril de 2004 l'Administració Estatal de Radio, Cinema i Televisió (国家广播电影电视总局) va iniciar una campanya per netejar de violència i continguts sexuals els mitjans de comunicació, la qual cosa ha portat a prohibir els programes que tractaven temes homosexuals per considerar-los contraris a la forma de vida saludable de la Xina.
Encara que a les principals ciutats com Pequín, Shanghái, Cantón, i Shenzhen hi ha clubs gais, bars, cases de te, saunes i centres de suport que s'estan estenent també a les ciutats de segon ordre com Xi'an, Dalian i Kunming, ocasionalment encara són objecte d'assetjament policial. I com va ocórrer en el desenvolupament de l'ambient gai en altres països també hi ha llocs més informals de trobada, com a zones de cruising en parcs, banys públics, centres comercials. Ser gai és particularment difícil a les zones rurals, on viu la majoria de la població xinesa ja que la pressió social és gran, especialment la de les famílies. A més l'emigració a la ciutat està restringida i la cobertura d'Internet és reduïda.
Les propostes de projectes de llei sobre unions matrimonials homosexuals presentades en l'Assemblea Popular Nacional de la República Popular Xina han estat rebutjades en 2003, 2004 i 2006.

## Hong Kong
A Hong Kong les pràctiques homosexuals van ser il·legals fins a 1991, sent la màxima sentència la cadena perpètua. El Consell legislatiu de Hong Kong va acordar despenalitzar la sodomia després d'un debat públic que es va dur a terme durant els anys 80. No obstant això els dues propostes d'introduir legislació anti-discriminació van ser rebutjades en 1993 i 1997.
A diferència del continent hi ha moltes organitzacions en defensa dels drets dels gais com Rainbow Action i Tongzhi Culture Society. En 2003 l'Església catòlica d'Hong Kong va fer públic un article en contra del matrimoni homosexual, que va ser contestat per un grup de protesta que va irrompre en una església interrompent la missa.
Fins al 2005, la legislació sobre l'edat de consentiment sexual va ser discriminatòria, sent l'edat permesa per als homes homosexuals de 21 anys. En 2005 el tribunal suprem d'Hong Kong va jutjar el cas de William Roy Leung, que va provocar gran debat en la comunitat i al qual afectava a aquesta llei. El jutge Hartmann va considerar que la legislació existent era discriminatòria respecte als homes gais i va establir que era anticonstitucional i contrària a la "carta de drets a Hong Kong". En 2006 es va establir l'edat de consentiment per a tots en 16 anys.
Al setembre del 2006, la RTHK va començar a emetre un programa de temàtica gai anomenat Gai Lovers. El programa ha provocat una gran polèmica en els sectors conservadors i se li ha acusat de promoure l'homosexualitat i d'emetre opinions parcials.

## Macau
A Macau l'homosexualitat mai ha estat penalitzada. L'edat de consentiment sexual és igualitària i establerta en 17 anys. D'acord amb els articles del codi penal de Macau 166 i 168, es condemna a una pena de presó superior a 10 anys si es mantenen relacions amb un menor de 14 anys, i a 4 anys de presó si té entre 14 i 16.

## Cultura actual

### Pel·lícules i sèries de televisió
Existeixen bastants pel·lícules i sèries de televisió de temàtica LGBT realitzades en xinès a Hong Kong, Taiwan i Xina, entre les quals es troben:
Hong Kong
- Bishonen
- Buffering
- Butterfly
- Happy Together
- I Am Not What You Want

Taiwan
- Crystal Boys
- Eternal Summer
- Fleeing by Night[24]
- Formula 17
- Go! Go! G-Boys
- Spider Lilies
- El banquet de noces
- HIstory
- HIstory 2
- HIstory 3

Xina (continental)
- Palacio Oriental, Palacio Occidental
- Adéu a la meva concubina
- Lan Yu
- Tongzhi in Love
- Peix i elefant